# Lago di Erçek
Il lago di Erçek (in turco:Erçek Gölü)) è un lago salato interamente compreso nella provincia di Van, in Turchia, vicino al più grande lago di Van. Si trova a circa 1880 m di altitudine, occupa una superficie di 95,2 km² e raggiunge una profondità massima di 30 m.